# Жилокур
Жилокур (фр. Gilocourt) насеље је и општина у североисточној Француској у региону Пикардија, у департману Оаза која припада префектури Санлис.
По подацима из 2011. године у општини је живело 602 становника, а густина насељености је износила 86,87 становника/km². Општина се простире на површини од 6,93 km². Налази се на средњој надморској висини од 65 метара (максималној 143 m, а минималној 48 m).

## Демографија
| 1962. | 1968. | 1975. | 1982. | 1990. | 1999. | 2011. |
| ----- | ----- | ----- | ----- | ----- | ----- | ----- |
| 304   | 329   | 322   | 434   | 543   | 580   | 602   |

График промене броја становника у току последњих година